# Platform voor Leven en Vrede
Het Platform voor Leven en Vrede (Oekraïens: Платформа за життя та мир, Platforma za zhyttya ta myr; Russisch: Платформа за жизнь и мир, Platforma za zhizn' i mir, PZZhM) is een fractie in de Verchovna Rada, het Oekraïense parlement. PZZhM is opvolger van de pro-Russische beweging Oppositieplatform - Voor het Leven.
Op 20 maart 2022 verbood de Oekraïense Veiligheidsraad de activiteiten van elf pro-Russische politieke partijen voor de duur van de staat van beleg. De grootste daarvan is het Oppositieplatform. Op 21 april besloot de partij zichzelf te ontbinden. Vijfentwintig fractieleden in het parlement vormden daarop het Platform voor Leven en Vrede (Платформа за життя та мир)
Yuriy Boyko werd gekozen tot voorzitter van de fractie.

## Verwijzingen
Communistische Partij · Al-Oekraïense Unie "Vaderland" (Batkivsjtsjyna) · Platform voor Leven en Vrede · Al-Oekraïense Unie "Vrijheid" (Svoboda) · Holos · Dienaar van het Volk · Oekraïense Democratische Alliantie voor Hervorming (Oedar) · Partij van de Regio's · Radicale Partij · Uniepartij · Verenigd Centrum · Volkspartij · Rechtse Sector · Oppositieblok · Voor de Toekomst